# Gnatosoma

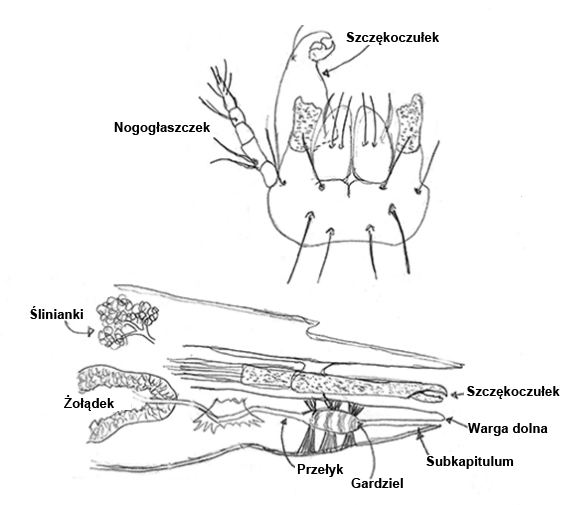
Anatomia gnatosoma

Gnatosoma – część ciała roztoczy, obejmująca ich narządy gębowe: parę chelicer i parę pedipalp. Składa się z trzech segmentów: precheliceralnego, cheliceralnego i pedipalpowego.